# Four Roses
Four Roses est une marque de bourbon américain, aujourd'hui distillé à Lawrenceburg dans le Kentucky, et vendu essentiellement aux États-Unis, en Asie et en Europe.

## Historique
De 1888 jusqu'en 1943, le bourbon Four Roses était exclusivement un « straight bourbon » fabriqué par la distillerie du même nom, fondée par Paul Jones, Jr. La distillerie continua sa production pendant la Prohibition, ayant acquis la Frankfort Distilling Company, l'un des rares établissements bénéficiant alors d'une dérogation pour distiller du bourbon à « usage pharmaceutique ».
En 1943, le groupe canadien Seagram rachète la Frankfort Distilling Company, et commence la production de blends sous la marque Four Roses. Malgré le succès continu du bourbon Four Roses sur le marché intérieur, Seagram en cesse la distribution aux États-Unis pour se concentrer sur les marchés asiatiques et européens, et en quelques décennies la marque devient l'un des bourbons les mieux vendus au monde derrière Jim Beam.
En 2002, le groupe japonais Kirin Brewery Company rachète Four Roses au groupe français Vivendi, qui en avait hérité par le biais de son acquisition du groupe Seagram l'année précédente (Kirin était déjà le distributeur de la marque en Asie). Depuis, Kirin a refait de Four Roses une marque exclusivement synonyme de bourbon (la production de blend a cessé en 2002) et le bourbon Four Roses fabriqué au Kentucky est titré entre 40 et 50°. Il est également différent de celui qui est vendu sous la même marque en Europe et en Asie.

## Le bourbon
Comme les autres bourbons, le Four Roses est élaboré principalement à partir de maïs. Il est vieilli en fûts de chêne neufs pendant au minimum 5 ans, ce qui lui confère sa saveur et sa couleur. Le bourbon Four Roses se distingue d'autres bourbons par son stockage, qui se fait dans des hangars à un étage, au lieu des bâtiments faisant parfois jusqu'à huit étages où les autres distilleurs du Kentucky vieillissent leur whiskey, faisant usage des différences de températures entre chaque étage.

### Labels
La distillerie Four Roses produit plusieurs types de bourbons :
- Four Roses Yellow Label, 40° : le produit phare de la marque (aussi vendu en Europe et au Japon)
- Four Roses Small Batch, 45°
- Four Roses Single Barrel, 50° (vendu exclusivement au Kentucky et au Japon)
- Four Roses Single Barrel, 43° (vendu uniquement en Europe)
- Four Roses Super Premium, 43° (vendu uniquement au Japon)
- Four Roses Black Label, 40° (vendu uniquement au Japon)